# 카우아 레이먼드
카우아 레이먼드(Cauã Reymond, 1980년 5월 20일 ~ )는 브라질의 배우이다.